# Ulysse Nardin (horloger)
Ulysse Nardin, né le  22 janvier 1823 au Locle et mort le 20 février 1876 dans la même ville est un horloger suisse.

## Biographie
Issu d'une famille huguenote du département français de la Haute-Saône, Ulysse Nardin est le fils de Léonard-Frédéric Nardin et de Julie Matthey-Junod.
Il reçoit une formation d'horloger au Locle dans l'atelier de Frédéric-William DuBois un spécialiste des montres à répétition où il se consacre d'abord à la fabrication de chronomètres avant de travailler pour le compte de Louis Jean Richard-dit-Bressel.
En 1846, il ouvre un atelier au Locle sous son propre nom. Il y fabrique des montres de gousset de toutes sortes, dont la variété et la qualité lui valent d'être récompensé à l'Exposition universelle de Londres en 1862. En 1858, il soutient la fondation de l'observatoire de Neuchâtel et participe dès 1868 à ses concours de chronomètres avec ses montres de poche de précision à échappement à ancre
Ulysse Nardin meurt subitement d'une crise cardiaque en 1876. Son fils de 20 ans, Paul-David Nardin (1855–1920) reprend alors l'entreprise.

## Liens Web
- Notice dans un dictionnaire ou une encyclopédie généraliste :   - Dictionnaire historique de la Suisse
- Notices d'autorité :   - VIAF
  - GND